# 藍坊主 (アルバム)
『藍坊主』（あおぼうず）は、日本のバンド藍坊主のインディーズアルバム。

## 解説
- インディーズ時代にリリースしたアルバム。
- 当時ドラムは初代ドラマーである亀井栄だが、レコーディング直前にバイク事故で右足を骨折したため参加できなくなり、急遽レコーディングには渡辺拓郎、滝澤博之が参加。渡辺拓郎は亀井脱退後に正式メンバーとなった。
- 発売から10年後となる2013年2月22日に本作の収録曲を中心としたイベントが開催された。

## 収録曲
1. 未知の道の道(4:13)
作詞･作曲:藤森真一
  - PVが製作されている。
2. プリティパンクミュージック(2:19)
作詞･作曲:佐々木健太
  - パンク色が強い曲。藍坊主の楽曲の中では最も短い曲(歌詞がある曲ではこの曲が最も短いが、全楽曲を含めばミニアルバムブルーメリーに収録されているインストゥルメンタル曲「グッバイコンデンサ」が最も短い)。
3. 未成年(4:19)
作詞･作曲:佐々木健太
4. セミのぬけがら(3:23)
作詞･作曲:佐々木健太
5. 僕には何もないけど...(5:46)
作詞･作曲:藤森真一
6. 武器よサラバ(4:28)
作詞:佐々木健太、作曲:田中ユウイチ
  - 田中が単独で作曲した唯一の曲。藍坊主にとって初の共作である。
7. ランランラン(3:53)
作詞･作曲:藤森真一
8. セブンスター(6:02)
作詞･作曲:佐々木健太
  - セブンスターとは北斗七星のこと。このアルバムの中では最長。
9. しあわせどんぐり(5:07)
作詞･作曲:藤森真一
10. 夏草(4:30)
作詞･作曲:藤森真一
11. 両手を広げて(3:24)
作詞･作曲:藤森真一